# Список музичних альбомів аніме «Suzumiya Haruhi»

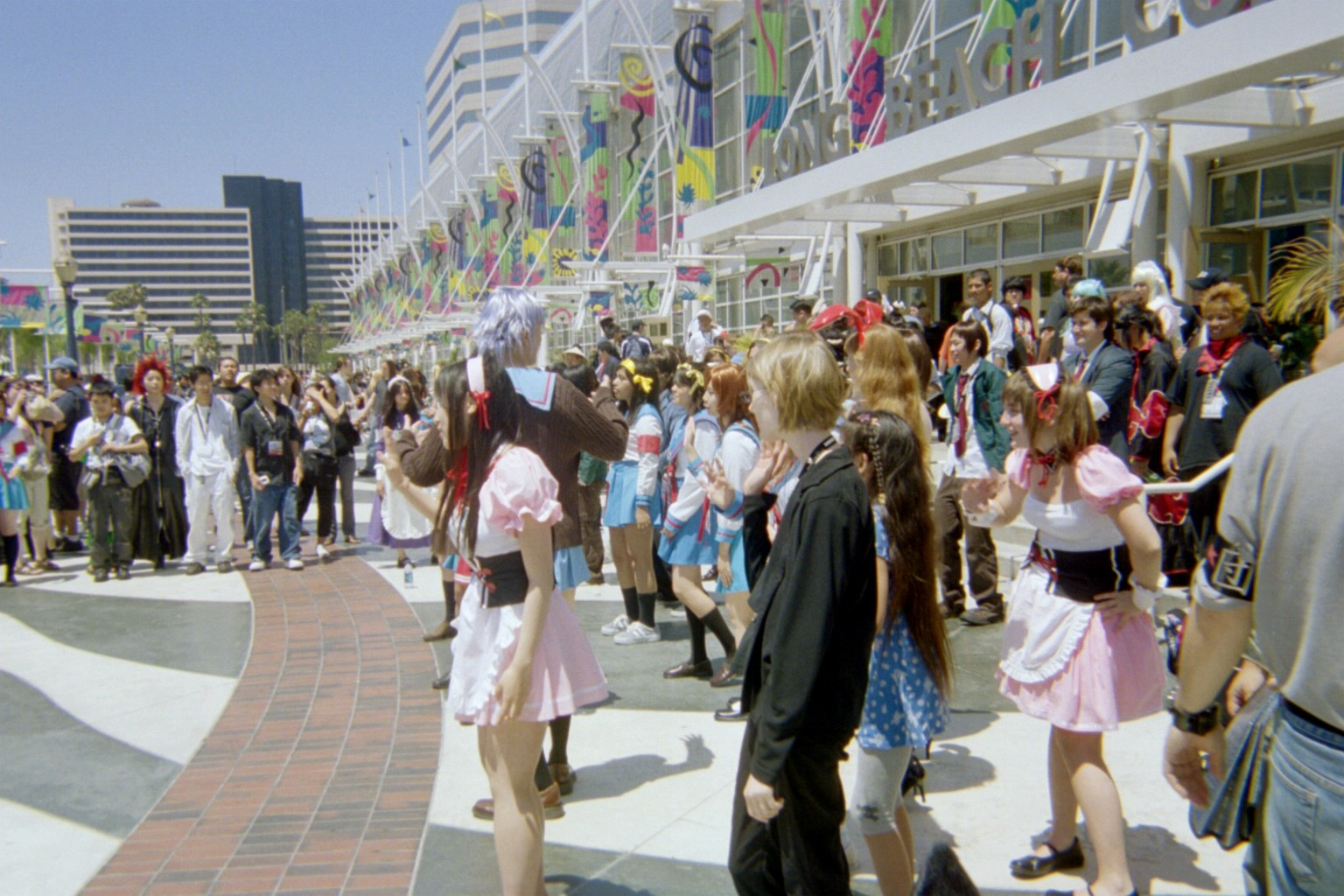
Фанати виконують танець «Hare Hare Yukai» на Anime Expo 2007.

Нижче перелічені альбоми, пов'язані з аніме-адаптацією «Меланхолія Судзумії Харухі» серії ранобе Suzumiya Haruhi. Усього було випущено п'ять синглів саундтреків, що містять вступні, вставні та завершальні теми з обох сезонів «Меланхолії», та альбом з піснями авторства уявної групи ENOZ, що фігурує в серіалі. Було випущено два концертних альбоми, два альбоми з реміксами раніше випущених пісень та альбом-компіляцію найбільш касових пісень. Було випущено три CD із радіопостановками, а також драма-CD, завершальним треком якого є оригінальна музична композиція. Також є шістнадцять character song-синглів, виконаних сейю не тільки п'ятьох головних персонажів, а також і чотирьох другорядних, та альбом-компіляція цих синглів.
До фільму, «Зникнення Судзумії Харухі», було випущено сингл із завершальною піснею та альбом із саундтреками до стрічки.
Також виходили альбоми, пов'язані зі спінофами: «Меланхолія Судзумії Харухі-чян» та «Nyoron Churuya-san», а також до ігор «Suzumiya Haruhi no Gekitou» та «Suzumiya Haruhi no Chokuretsu».

## Сингли

### Bōken Desho, Desho?
Bōken Desho, Desho? (яп. 冒険でしょでしょ) — сингл до аніме «Меланхолія Судзумії Харухі». За продажами на amazon.co.jp диск досяг 10 місця.
Досягнення:
- Місце в чарті Oricon: № 10[Oricon 1]
- Тижнів в чарті: 28 тижнів[Oricon 1]

Пісні співала Хірано Ая, на гітарі грав Іімуро Хіроші, на струнних Ґен Іттецу, на саксофоні Кацута Кадзукі, на тромбоні Сато Хірокі, на трубі Сасакі Шіро[неавторитетне джерело].
Автор слів Хата Акі. 
| #  | Назва                                         | Автор музики     | Автор аранжування | Тривалість |
| -- | --------------------------------------------- | ---------------- | ----------------- | ---------- |
| 1. | «Bōken Desho Desho? (яп. 冒険でしょでしょ？)» | Томіта Акіко     | Фуджіта Джюнпей   | 4:18       |
| 2. | «Kaze Yomi Ribbon (яп. 風読みリボン)»         | Судзукі Моріхіро | Андо Такахіро     | 3:47       |
| 3. | «Bōken Desho Desho? (інструментальна версія)» | Томіта Акіко     | Фуджіта Джюнпей   | 4:18       |
| 4. | «Kaze Yomi Ribbon (інструментальна версія)»   | Судзукі Моріхіро | Андо Такахіро     | 3:23       |

### Hare Hare Yukai
Hare Hare Yukai (яп. ハレ晴レユカイ) — другий та найуспішніший сингл по аніме «Меланхолія Судзумії Харухі». № 1 по продажах на amazon.co.jp.
Досягнення:
- Місце в чарті Oricon: № 5 (Найвище місце серед всіх музичних альбомів, випущених під маркою Suzumiya Haruhi, разом із Suzumiya Haruhi no Tsumeawase)
- Тижнів в чарті: 92 тижні[Oricon 2]

Пісні виконували Хірано Ая (Судзумія Харухі), Чіхара Мінорі (Наґато Юкі) та Ґото Юко (Асахіна Мікуру).
Автор слів Хата Акі. 
| #  | Назва                                      | Автор музики     | Автор аранжування | Тривалість |
| -- | ------------------------------------------ | ---------------- | ----------------- | ---------- |
| 1. | «Hare Hare Yukai (яп. ハレ晴レユカイ)»     | Ташіро Томокадзу | Андо Такахіро     | 3:37       |
| 2. | «Welcome UNKNOWN (яп. うぇるかむUNKNOWN)»  | Судзукі Моріхіро | Кондо Акіо        | 3:23       |
| 3. | «Hare Hare Yukai (інструментальна версія)» | Ташіро Томокадзу | Андо Такахіро     | 3:37       |
| 4. | «Welcome UNKNOWN (інструментальна версія)» | Судзукі Моріхіро | Кондо Акіо        | 3:23       |

### Suzumiya Haruhi no Tsumeawase
Suzumiya Haruhi no Tsumeawase (яп. 涼宮ハルヒの詰合 ~TVアニメ「涼宮ハルヒの憂鬱」劇中歌集シングル~) — третій сингл по аніме «Меланхолія Судзумії Харухі».
Досягнення:
- Місце в чарті Oricon: № 5
- Тижнів в чарті: 133 тижні[Oricon 3][3] (Довше за всі інші альбоми та сингли франшизи)

Автор музики Косакі Сатору. 
| #  | Назва                                                                        | Автор слів     | Вокалісти | Тривалість |
| -- | ---------------------------------------------------------------------------- | -------------- | --------- | ---------- |
| 1. | «God knows…»                                                                 | Хата Акі       | Хірано Ая | 4:39       |
| 2. | «Lost my music»                                                              | Хата Акі       | Хірано Ая | 4:17       |
| 3. | «Koi no Mikuru Densetsu (яп. 恋のミクル伝説, дос. «Любовна легенда Мікуру»)» | Ямамото Хіроші | Ґото Юко  | 3:21       |

### Saikyō Pare Parade
Saikyō Pare Parade (яп. 最強パレパレード) — сингл по аніме «Меланхолія Судзумії Харухі».
Досягнення:
- Місце в чарті Oricon: № 9
- Тижнів в чарті: 10 тижнів[Oricon 4]

Пісні виконували Хірано Ая (Судзумія Харухі), Чіхара Мінорі (Наґато Юкі) та Ґото Юко (Асахіна Мікуру).
Автор слів Хата Акі. 
| #  | Назва                                                | Автор музики     | Тривалість |
| -- | ---------------------------------------------------- | ---------------- | ---------- |
| 1. | «Saikyō Pare Parēdo (яп. 最強パレパレード)»          | Ташіро Томокадзу | 4:21       |
| 2. | «Unmeiteki Jiken no Kōfuku (яп. 運命的事件の幸福)»   | Тамура Шінджі    | 4:33       |
| 3. | «Saikyō Pare Parēdo (інструментальна версія)»        | Ташіро Томокадзу | 4:21       |
| 4. | «Unmeiteki Jiken no Kōfuku (інструментальна версія)» | Тамура Шінджі    | 4:29       |

### Super Driver
Super Driver — сингл по аніме «Меланхолія Судзумії Харухі» зі вступною темою другого сезону.
Досягнення:
- Місце в чарті Oricon: № 3
- Тижнів в чарті: 13 тижнів[Oricon 5]

Пісні виконувала Хірано Ая (Судзумія Харухі).
| #  | Назва                                   | Автор слів | Автор музики    | Тривалість |
| -- | --------------------------------------- | ---------- | --------------- | ---------- |
| 1. | «Super Driver (досл. Суперводій)»       | Хата Акі   | Косакі Сатору   | 4:19       |
| 2. | «Aishite! (яп. アイシテ！)»             | Хірано Ая  | Куросу Кацухіко | 4:18       |
| 3. | «Super Driver (інструментальна версія)» |            | Косакі Сатору   | 4:18       |
| 4. | «Aishite! (інструментальна версія)»     |            | Куросу Кацухіко | 4:16       |

### Tomare!
Tomare! (яп. 止マレ！) — сингл по аніме «Меланхолія Судзумії Харухі» із завершальною темою другого сезону.
Досягнення:
- Місце в чарті Oricon: № 11
- Тижнів в чарті: 8 тижнів[Oricon 6]

Пісні виконували Хірано Ая (Судзумія Харухі), Чіхара Мінорі (Наґато Юкі) та Ґото Юко (Асахіна Мікуру).
Автор аранжування — Андо Такахіро.
Автор слів Хата Акі. 
| #  | Назва                                                                                  | Автор музики     | Тривалість |
| -- | -------------------------------------------------------------------------------------- | ---------------- | ---------- |
| 1. | «Tomare! (яп. 止マレ！, дос. «Зупинись!»)»                                             | Ташіро Томокадзу | 3:58       |
| 2. | «Senzaiteki Taiyou no Shoumei (яп. 潜在的太陽の証明, дос. «Доказ потенційного сонця»)» | Ямаґучі Акіхіко  | 5:23       |
| 3. | «Tomare! (інструментальна версія)»                                                     | Ташіро Томокадзу | 3:58       |
| 4. | «Senzaiteki Taiyou no Shoumei (інструментальна версія)»                                | Ямаґучі Акіхіко  | 5:20       |

## Альбоми

### Imaginary ENOZ featuring HARUHI
Imaginary ENOZ featuring HARUHI — альбом по аніме «Меланхолія Судзумії Харухі» з піснями вигаданої групи ENOZ, що фігурує в серіалі. У альбомі є пісні, що випускались раніше: «God knows…», «Lost my music» (у Suzumiya Haruhi no Tsumeawase, у самому аніме-серіалі) та «First Good-Bye» (в альбомі Sound Around).
Досягнення:
- Місце в чарті Oricon: № 28
- Тижнів в чарті: 3 тижні[Oricon 7]

Пісні виконувала Хірано Ая (Судзумія Харухі).
Автор слів Хата Акі. 
| #  | Назва                 | Автор музики    | Тривалість |
| -- | --------------------- | --------------- | ---------- |
| 1. | «Star way to heaven»  | Оояґі Хіроо     |            |
| 2. | «Secret of sensation» | Куросу Кацухіко |            |
| 3. | «When I was in love»  | Куросу Кацухіко |            |
| 4. | «God knows…»          | Косакі Сатору   |            |
| 5. | «Lost my music»       | Косакі Сатору   |            |
| 6. | «First Good-Bye»      | Косакі Сатору   |            |

### Suzumiya Haruhi no Kansō
Suzumiya Haruhi no Kansō ~Complete collection~ (яп. 涼宮ハルヒの完奏～コンプリートサウンドトラック～, дос. «Повна збірка Судзумії Харухі ~Повна колекція~») — альбом з усіма саундтреками аніме «Меланхолія Судзумії Харухі», що вийшов на честь десятиріччя аніме-адаптації. Складається з 5 дисків, на яких сумарно 149 треків. Перші чотири диски складаються з саундтреків, а останній, п'ятий, складається з 12 пісень (вступних і завершальних тем, вставних пісень).
Досягнення:
- Місце в чарті Oricon: № 41
- Тижнів в чарті: 2 тижні[Oricon 8]

### Suzumiya Haruhi no Kioku
Suzumiya Haruhi no Kioku (яп. 涼宮ハルヒの記憶, дос. «Спогади Судзумії Харухі») — альбом-збірка популярних пісень франшизи. Містить пісню з серіалу («Hare Hare Yukai») та пісні з радіопостановок та ігор по Судзумії Харухі.
Досягнення:
- Місце в чарті Oricon: № 13
- Тижнів в чарті: 4 тижні[Oricon 9]

Автор слів Хата Акі. 
| Список треків | Список треків                                                 | Список треків    | Список треків |
| #             | Назва                                                         | Автор музики     | Тривалість    |
| ------------- | ------------------------------------------------------------- | ---------------- | ------------- |
| 1.            | «Hare Hare Yukai (яп. ハレ晴レユカイ)»                        | Ташіро Томокадзу |               |
| 2.            | «Welcome UNKNOWN (яп. うぇるかむUNKNOWN)»                     | Судзукі Моріхіро |               |
| 3.            | «Saikyou Pare Parade (яп. 最強パレパレード)»                  | Ташіро Томокадзу |               |
| 4.            | «Unmeiteki Kiken no Koufuku (яп. 運命的事件の幸福)»           | Тамура Шінджі    |               |
| 5.            | «Sekai ga Yumemiru Yume no Naka (яп. 世界が夢見るユメノナカ)» | Ташіро Томокадзу |               |
| 6.            | «Saishuu Mirai wo Misete! (яп. 最終未来を見せて!)»            | Ташіро Томокадзу |               |
| 7.            | «BE BE BEAT!!»                                                | Ташіро Томокадзу |               |
| 8.            | «Datte Chikyuu ga Mawaru Kara (яп. だって地球が回るから)»     | Мурай Дай        |               |
| 9.            | «Wonder trip»                                                 | Мацуй Нозому     |               |
| 10.           | «Sono Mama JET JUMPER (яп. ソノママJET JUMPER)»               | Мурай Дай        |               |
| 11.           | «I'm Freedom (яп. アイム・フリーダム)»                        | Мацуда Акіто     |               |

## Концерти

### Suzumiya Haruhi no Gensō
29 квітня 2009 у Токіо відбувся концерт із назвою Suzumiya Haruhi no Gensō (яп. 涼宮ハルヒの弦奏, Струнна симфонія Харухі Судзумії). Композиції виконував Токійський філармонічний оркестр, в ролі диригента виступав Філіп Чу. На концерті виконувались різні пісні з аніме в класичному аранжуванні. 24 червня 2009 було видано CD з записом концерту.
Досягнення:
- Місце в чарті Oricon: № 47
- Тижнів в чарті: 4 тижні[Oricon 10]

| Список треків | Список треків | Список треків        | Список треків |
| #             | Назва | Додаткові виконавці  | Тривалість    |
| ------------- | --- | -------------------- | ------------- |
| 1.            | «Koi no Mikuru Densetsu» (яп. 恋のミクル伝説) |                      |               |
| 2.            | «Itsumo no Fuukei ~ Gekiretsu de Kareinaru Hibi» (яп. いつもの風景～激烈で華麗なる日々, дос. «Звичайний краєвид ~ Дні стають неймовірно пишними») |                      |               |
| 3.            | «Saikyou Pare Parade» (яп. 最強パレパレード) |                      |               |
| 4.            | «Higeki no Heroine ~ Hi Nichijou he no Sasoi ~ Beach Vacation» (яп. 悲劇のヒロイン～非日常への誘い～ビーチバカンス, дос. «Трагічна героїня ~ Запрошення на несподіваний ~ Пляжний відпочинок») | Скрипка: Юра Хіроакі |               |
| 5.            | «Kouchou Kouchou ~ Mikuru no Kokoro ~ Chiisakute mo Shiawase ~ Oi Oi ~ Comical Hustle» (яп. 好調好調～みくるのこころ～小さくても素敵な幸せ～おいおい～コミカルハッスル, дос. «Дуже сприятливо ~ Серце Мікуру ~ Хоч трохи щастя ~ Гей, гей! ~ Комічна суєта»)                                          |                      |               |
| 6.            | «Bouken Desho Desho?» (яп. 冒険でしょでしょ？) | Вокал: Хірано Ая     |               |
| 7.            | «Симфо́нія № 7 до мажор, тв. 60, «Ленінградська», перша частина» (яп. 交響曲第7番ハ長調作品60「レニングラード」第一楽章より) |                      |               |
| 8.            | «Sunao na Kimochi ~ Aru Ame no Hi ~ Haruhi no Omoi» (яп. 素直な気持ち～ある雨の日～ハルヒの想い, дос. «Чесні почуття ~ Один дощовий день ~ Думки Харухі») |                      |               |
| 9.            | «The Mysterious ~ Asakura Ryouko no Shinjitsu ~ Fuyu no Ashioto» (яп. ザ・ミステリアス～朝倉涼子の真実～冬の足音, дос. «Таємниче ~ Правда про Рьоко Асакуру ~ Звуки кроків взимку») |                      |               |
| 10.           | «Lost my music» | Вокал: Хірано Ая     |               |
| 11.           | «SOS Dan Shidou! ~ Nanika ga Okashii» (яп. SOS団始動！～何かがおかしい, дос. «Стартує група SOS! ~Щось не так») |                      |               |
| 12.           | «Yuki, Muon, Madobe Nite» (яп. 雪、無音、窓辺にて。, дос. «Сніг, тиша, біля вікна.») | Вокал: Чіхара Мінорі |               |
| 13.           | «Nodoka na Shoutengai ~ Yuki Toujou ~ Pinchppoi! ~ Mikuru Henshin! Soshite Sentou! ~ Daidanen» (яп. のどかな商店街～ユキ登場～ピンチっぽい！～ミクル変身！そして戦闘！～大団円, дос. «Ідилічна торгова вулиця ~ Поява Юкі ~ Схоже на халепу! ~ Трансформація Мікуру! У бій! ～ Грандіозна розв'язка») |                      |               |
| 14.           | «Hare Hare Yukai» (яп. ハレ晴レユカイ) |                      |               |
| 15.           | «God knows…» | Вокал: Хірано Ая     |               |
| 78:48         | |                      |               |

#### Suzumiya Haruhi no Gensō Revival
20 січня 2024 року у Каваґучі відбувся концерт Suzumiya Haruhi no Gensō Revival (яп. 涼宮ハルヒの弦奏 Revival, Струнна симфонія Харухі Судзумії, Відродження). Композиції виконував оркестр Heartbeat Symphony, в ролі диригента виступав Йошіда Ґьочі. Датою виходу запису концерту у Blu-ray вказано 30 серпня 2024 року.

### Suzumiya Haruhi no Gekisō
18 березня 2007 року в залі «Omiya Sonic City» (Токіо, Японія) відбувся великий концерт з виступом сейю з аніме-серіалу, що називався Феєрія Судзумії Харухі (яп. 涼宮ハルヒの激奏, латиніз.: Suzumiya Haruhi no Gekisō). Дія тривала близько 4 годин. DVD-запис концерту було випущено 27 липня 2007.
Спершу на сцену вийшли режисер та дизайнери — кожен сказав кілька слів про те, як створювали Меланхолію і про свою роль в процесі.
Після концерту, Ішіхара Тацуя (режісер) та Ікеда Акіко (дизайнер персонажів) розповіли про свою роль і про кожного персонажа. В цей час на екрані були показані деякі сцени з аніме[неавторитетне джерело].
Список композицій, що звучали на концерті:
1. Koi no Mikuru Densetsu (Мікуру)
2. Bōken Desho Desho? (Харухі)
3. Kaze yomi Ribbon (Харухі)
4. Yuki, Muon, Madobe nite (Юкі)
5. SELECT? (Юкі)
6. Parallel Days (Харухі)
7. Mitsukete Happy Life (Мікуру)
8. Seishun Iijanaika (Цуруя-сан)
9. COOL EDITION (Асакура)
10. God knows (Харухі)
11. Lost my music (Харухі)
12. Magare? Spectacle (Коїдзумі)
13. Kentai Life Returns! (Кьон)
14. Saikyou Pare Parade (Харухі, Юкі, Мікуру)
15. Welcome Unknown (Харухі, Юкі, Мікуру)
16. Hare Hare Yukai (Харухі, Юкі, Мікуру)
17. Encore — Hare Hare Yukai (Виступ на біс)[13][неавторитетне джерело]

Досягнення
- Місце в чарті Oricon: #6
- Тижнів у чартах: 10 тижнів[Oricon 11]

## Аудіодрами

### Радіопостановки

#### Том 1
SOS Dan Radio Shibu Bangai Hen CD Vol.1 (яп. SOS団ラジオ支部 番外編CD Vol.1, укр. Радіопідрозділ Бригади SOS, CD том 1) — перший том CD-радіопостановок, випущений 5 липня 2006.
- Місце в чарті Oricon: #19
- Тижнів у чартах: 4 тижні[Oricon 12]

| #   | Назва                                                                                | Тривалість |
| --- | ------------------------------------------------------------------------------------ | ---------- |
| 1.  | «Opening (яп. オープニング)»                                                         | 2:55       |
| 2.  | «Haruhi Teki Zadan Kai (яп. ハルヒ的座談会)»                                         | 7:53       |
| 3.  | «Burari Fushigi Tansaku Tai Special (яп. ぶらり不思議探索隊スペシャル)»              | 7:12       |
| 4.  | «Hirano Aya no Omotenashi (яп. 平野綾のおもてなし)»                                  | 2:08       |
| 5.  | «Original Jingle wo Tsukurou (яп. オリジナルジングルを作ろう)»                       | 7:02       |
| 6.  | «Goto Yuko no Omotenashi (яп. 後藤邑子のおもてなし)»                                 | 3:19       |
| 7.  | «Suzumiya Haruhi no Taikutsu Shinogi Special (яп. 涼宮ハルヒの退屈しのぎスペシャル)» | 11:03      |
| 8.  | «Chihara Minori no Omotenashi (яп. 茅原実里のおもてなし)»                            | 2:16       |
| 9.  | «Asahina Mikuru no Dai Yogen (яп. 朝比奈みくるの大予言)»                             | 5:44       |
| 10. | «Ending (яп. エンディング)»                                                          | 2:18       |

#### Том 2
SOS Dan Radio Shibu Bangai Hen CD Vol.2 (яп. SOS団ラジオ支部 番外編CD Vol.2, укр. Радіопідрозділ Бригади SOS, CD том 2) — другий том CD-радіопостановок, випущений 21 вересня 2006.
- Місце в чарті Oricon: #27
- Тижнів у чартах: 4 тижні[Oricon 13]

| #  | Назва | Тривалість |
| -- | --- | ---------- |
| 1. | «Opening (яп. オープニング)» | 4:18       |
| 2. | «Haruhi Teki Zadankai ~TV Anime «Suzumiya Haruhi no Yuuutsu» wo Furikaette~ (яп. ハルヒ的座談会～ＴＶアニメ「涼宮ハルヒの憂鬱」を振り返って～)» | 7:30       |
| 3. | «Original Jingle wo Tsukurou II (яп. オリジナルジングルを作ろう II)»                                                                            | 6:05       |
| 4. | «Burari Fushigi Tansaku Tai Tokubetsu Hen Enii ni Kike (яп. ぶらり不思議探索隊特別編・エニーに聞け！)»                                          | 23:47      |
| 5. | «Suzumiya Haruhi no Taikutsu Shinogi Special (яп. 涼宮ハルヒの退屈しのぎスペシャル)»                                                            | 5:58       |
| 6. | «Asahina Mikuru no Dai Yogen II (яп. 朝比奈みくるの大予言 II)»                                                                                  | 5:44       |
| 7. | «Ending (яп. エンディング)» | 3:54       |

#### Том 3
SOS Dan Radio Shibu Bangai Hen CD Vol.3 (яп. SOS団ラジオ支部 番外編CD Vol.3, укр. Радіопідрозділ Бригади SOS, CD том 3) — третій том CD-радіопостановок, випущений 21 грудня 2006.
- Місце в чарті Oricon: #70
- Тижнів у чартах: 3 тижні[джерело?]

Список композицій
| #   | Назва | Тривалість |
| --- | --- | ---------- |
| 1.  | «Opening (яп. オープニング)» | 6:55       |
| 2.  | «Radio Zadankai «Suzumiya haruhi no Yuuutsu SOS Dan Radio Shibu» wo Furikaeru (яп. ラジオ座談会「涼宮ハルヒの憂鬱SOS団ラジオ支部」を振り返る)» | 9:02       |
| 3.  | «Original Jingle wo Tsukurou 3 (яп. オリジナルジングルを作ろう 3)»                                                                             | 9:59       |
| 4.  | «Fukkatsu Burari Fushigi Tansaku Tai! (яп. 復活 ぶらり不思議探索隊!)»                                                                          | 8:16       |
| 5.  | «Fukkatsu Yuki ni Kike! Sono 1 (яп. 復活 有希に聞け! その1)»                                                                                   | 3:29       |
| 6.  | «Asahina Mikuru no Dai Yogen 3 (яп. 朝比奈みくるの大予言 3)»                                                                                   | 5:20       |
| 7.  | «Tsuruya-san no Megassa Otsukare! Soudan Corner Shucchou Han 1 (яп. 鶴屋さんのめがっさおつかれ!相談コーナー 出張版1)»                          | 4:28       |
| 8.  | «Fukkatsu Minority Report!!! (яп. 復活 マイノリティレポート!!!)»                                                                               | 6:02       |
| 9.  | «Fukkatsu Yuki ni Kike! Sono 2 (яп. 復活 有希に聞け! その2)»                                                                                   | 5:49       |
| 10. | «Taikutsu Shinogi Special (яп. 退屈しのぎスペシャル)»                                                                                          | 4:51       |
| 11. | «Tsuruya-san no Megasse Otsukare! Soudan Corner Shucchou Han 2 (яп. 鶴屋さんのめがっさおつかれ!相談コーナー 出張版2)»                          | 3:54       |
| 12. | «Ending (яп. エンディング)» | 3:40       |

### Драма-CD
Sound Around (яп. サウンドアラウンド, Saundo Araundo, укр. Звук навкруг) — назва радіопостановки, адаптованої з самого аніме-серіалу «Меланхолія Судзумії Харухі». Вийшла 24 січня 2007, видана Lantis. Останній трек на цьому CD, «First Good-Bye» є тематичною піснею CD. Її виконала Хірано Ая.
- Місце в чарті Oricon: #11
- Тижнів у чартах: 5 тижнів[Oricon 14]

| #   | Назва | Тривалість |
| --- | --- | ---------- |
| 1.  | «Prologue ~Suzumiya Haruhi no Aisatsu~ (яп. プロローグ～涼宮ハルヒのあいさつ～Purorōgu ~Suzumiya Haruhi no Aisatsu~)» | 1:36       |
| 2.  | «After Live Alive (яп. アフター・ライブアライブ)»                                                                     | 8:12       |
| 3.  | «Sunday At Heavy Metal SOS Brigade (яп. サンデー・アット・ヘヴィメタSOS団)»                                           | 8:34       |
| 4.  | «The Audition (яп. ジ・オーディション)»                                                                               | 6:16       |
| 5.  | «Haruhi Hensōkyoku (яп. ハルヒ変奏曲)»                                                                                | 11:10      |
| 6.  | «Hi Busshitsu Kakusansei Shindou Kata Kanchi Onpa (яп. 非物質拡散性振動型感知音波)»                                   | 7:39       |
| 7.  | «VS Sound Worm" (Meimei, Ore) (яп. VSサウンドウォーム(命名、俺))»                                                     | 5:50       |
| 8.  | «Chaos of Voice (яп. ボイスのカオス)»                                                                                 | 7:50       |
| 9.  | «Epilogue ~Omatsuri Sawagi wa Mada Mada Kore Kara~ (яп. エピローグ～お祭り騒ぎはまだまだこれから～)»                  | 6:34       |
| 10. | «First Good-Bye» | 4:36       |

Актори озвучки
- Хірано Ая в ролі Судзумії Харухі (в усіх треках) та в ролі усіх головних персонажів (трек 8)
- Тіхара Мінорі в ролі Наґато Юкі
- Ґото Юко в ролі Асахіни Мікуру
- Суґіта Томокадзу в ролі Кьона
- Оно Дайсуке в ролі Іцукі Коїдзумі
- Мацуока Юкі в ролі Цуруї
- Шіраїші Мінору в ролі Таніґучі
- Аокі Саяка в ролі сестри Кьона

## Character song-сингли
Всього вийшло шістнадцять character song-синглів, пов'язаних з аніме-серіалом «Меланхолія Харухі Судзумії». Їх виконують сейю, що озвучували п'ятьох головних героїв, а також сейю другорядних персонажів. У перших трьох були пісні Хірано Аї у ролі Судзумії Харухі, Чіхари Мінорі у ролі Наґато Юкі та Юко Ґото в ролі Мікуру Асахіни. Щобільше, вийшли ще два диски персонажів, що виконали Мацуока Юкі в ролі Цуруї та Куватані Нацуко в ролі Рьоко Асакури. Пізніше, 24 січня 2007, вийшли ще два диски, що виконали Аокі Саяка в ролі сестри Кьона та Шіраторі Юрі в ролі Емірі Кімідорі. Зрештою, 21 лютого 2007 вишли диски у виконанні Коїдзумі Іцукі та Кьона.
В кожному з перших дев'ятьох синглів є соло-версії пісні «Hare Hare Yukai». Версії Харухі, Юкі та Мікуру є просто каверами оригіналу, а версії інших персонажів мають певні відмінності. У версіях Цуруї та Рьоко текст трохи змінено та передає їхній характер. У версії Цуруї є її фірмова фраза «ньоро», а у версії Рьоко, на відміну від оптимістичного оригіналу, співається про безнадію та руйнування. Втім, у цих двох версіях таке ж інструментальне аранжування, як в оригіналі, а в інших чотирьох його теж було змінено: версія сестри Кьона дуже позитивна, Емірі — серйозна; Іцукі в своїй версії співає про свої здібності екстрасенса, а Кьон співає про свої нові турботи.

### Oricon
1. 1 2  冒険でしょでしょ? | 平野綾. ORICON NEWS. Процитовано 27 січня 2024.(яп.)
2. ↑  ハレ晴レユカイ | 涼宮ハルヒ(平野綾),長門有希(茅原実里),朝比奈みくる(後藤邑子). ORICON NEWS. Процитовано 27 січня 2024.(яп.)
3. ↑  涼宮ハルヒの詰合 ～TVアニメ「涼宮ハルヒの憂鬱」劇中歌集シングル～ | 涼宮ハルヒ(平野綾)/朝比奈みくる(後藤邑子). ORICON NEWS. Процитовано 27 січня 2024.(яп.)
4. 1 2  最強パレパレード | 平野綾,茅原実里,後藤邑子. ORICON NEWS. Процитовано 27 січня 2024.(яп.)
5. ↑  Super Driver | 平野綾. ORICON NEWS. Процитовано 7 лютого 2024.
6. ↑  止マレ! | 涼宮ハルヒ(平野綾),長門有希(茅原実里),朝比奈みくる(後藤邑子). ORICON NEWS. Процитовано 7 лютого 2024.
7. ↑  Imaginary ENOZ featuring HARUHI | Imaginary ENOZ featuring HARUHI. ORICON NEWS. Процитовано 7 лютого 2024.
8. 1 2  涼宮ハルヒの完奏～コンプリートサウンドトラック～ | TVサントラ. ORICON NEWS. Процитовано 7 лютого 2024.
9. ↑  涼宮ハルヒの記憶 | 涼宮ハルヒ(平野綾),長門有希(茅原実里),朝比奈みくる(後藤邑子). ORICON NEWS. Процитовано 14 лютого 2024.
10. ↑  涼宮ハルヒの弦奏 | 東京フィルハーモニー交響楽団. ORICON NEWS. Процитовано 1 лютого 2024.
11. ↑  涼宮ハルヒの激奏 | イベント. ORICON NEWS. Процитовано 31 січня 2024.
12. ↑  涼宮ハルヒの憂鬱 SOS団ラジオ支部 番外編CD Vol.1 | ラジオ・サントラ. ORICON NEWS. Процитовано 31 січня 2024.
13. ↑  涼宮ハルヒの憂鬱 SOS団ラジオ支部 番外編CD Vol.2 | ラジオ・サントラ. ORICON NEWS. Процитовано 31 січня 2024.
14. ↑  涼宮ハルヒの憂鬱 ドラマCD サウンドアラウンド | ドラマ. ORICON NEWS. Процитовано 31 січня 2024.

### Lantis
1. ↑  冒険でしょでしょ？ - TVアニメ『涼宮ハルヒの憂鬱』 - 平野綾. Lantis web site (яп.). Процитовано 31 січня 2024.
2. 1 2  ハレ晴レユカイ - TVアニメ『涼宮ハルヒの憂鬱』 - 平野綾, 茅原実里, 後藤邑子. Lantis web site (яп.). Процитовано 31 січня 2024.
3. ↑  涼宮ハルヒの詰合 - TVアニメ『涼宮ハルヒの憂鬱』 - 涼宮ハルヒ(CV.平野綾), 朝比奈みくる(CV.後藤邑子). Lantis web site (яп.). Процитовано 31 січня 2024.
4. ↑  最強パレパレード - ラジオ『涼宮ハルヒの憂鬱～SOS団ラジオ支部～』 - 平野綾, 茅原実里, 後藤邑子. Lantis web site (яп.). Процитовано 31 січня 2024.
5. ↑  Super Driver - TVアニメ『涼宮ハルヒの憂鬱』 - 平野綾. Lantis web site (яп.). Процитовано 7 лютого 2024.
6. ↑  止マレ！ - TVアニメ『涼宮ハルヒの憂鬱』 - 平野綾, 茅原実里, 後藤邑子. Lantis web site (яп.). Процитовано 7 лютого 2024.
7. ↑  Imaginary ENOZ featuring HARUHI - TVアニメ『涼宮ハルヒの憂鬱』 - Imaginary ENOZ ＆ 涼宮ハルヒ(CV.平野綾). Lantis web site (яп.). Процитовано 7 лютого 2024.
8. ↑  涼宮ハルヒの完奏～コンプリートサウンドトラック～ - TVアニメ『涼宮ハルヒの憂鬱』 - 神前暁. Lantis web site (яп.). Процитовано 7 лютого 2024.
9. ↑  涼宮ハルヒの記憶 - TVアニメ『涼宮ハルヒの憂鬱』 - 平野綾, 茅原実里, 後藤邑子. Lantis web site (яп.). Процитовано 14 лютого 2024.
10. ↑  涼宮ハルヒの弦奏 - TVアニメ『涼宮ハルヒの憂鬱』 - 平野綾, 茅原実里, 東京フィルハーモニー交響楽団. Lantis web site (яп.). Процитовано 1 лютого 2024.
11. ↑  ハレ晴レユカイ - TVアニメ『涼宮ハルヒの憂鬱』 - 平野綾, 茅原実里, 後藤邑子. Lantis web site (яп.). Процитовано 31 січня 2024.
12. ↑  番外編CD Vol.1 - ラジオ『涼宮ハルヒの憂鬱～SOS団ラジオ支部～』 - 涼宮ハルヒ(CV.平野綾), 長門有希(CV.茅原実里), 朝比奈みくる(CV.後藤邑子). Lantis web site (яп.). Процитовано 31 січня 2024.
13. ↑  番外編CD Vol.2 - ラジオ『涼宮ハルヒの憂鬱～SOS団ラジオ支部～』 - 涼宮ハルヒ(CV.平野綾), 長門有希(CV.茅原実里), 朝比奈みくる(CV.後藤邑子). Lantis web site (яп.). Процитовано 31 січня 2024.
14. ↑  番外編CD Vol.3 - ラジオ『涼宮ハルヒの憂鬱～SOS団ラジオ支部～』 - 平野綾, 茅原実里, 後藤邑子. Lantis web site (яп.). Процитовано 31 січня 2024.
15. ↑  ドラマCD サウンドアラウンド - TVアニメ『涼宮ハルヒの憂鬱』 - 平野綾, 平野綾, 茅原実里, 後藤邑子, 杉田智和, 小野大輔, 松岡由貴, 白石稔. Lantis web site (яп.). Процитовано 31 січня 2024.

### Інші
1. 1 2  Haruhi Suzumiya CD Sells Out. Anime News Network. 12 травня 2006. Архів оригіналу за 6 грудня 2006. Процитовано 9 червня 2006.
2. ↑  Release “冒険でしょでしょ？” by 平野綾 - MusicBrainz. musicbrainz.org. Процитовано 30 січня 2024.
3. ↑  Haruhi CD Stays on Japanese Singles Chart for 100th Week. Anime News Network. 18 липня 2008. Процитовано 18 липня 2008.
4. ↑  WORKS - 神前 暁. MONACA (яп.). Архів оригіналу за 15 березня 2023. Процитовано 13 лютого 2020. [Архівовано 15 березня 2023 у Wayback Machine.]
5. ↑  涼宮ハルヒの憂鬱　特設ファンサイト (Super Driver). www.haruhi.tv. Архів оригіналу за 18 січня 2007. Процитовано 7 лютого 2024. [Архівовано 2007-01-18 у Wayback Machine.]
6. ↑  涼宮ハルヒの憂鬱　特設ファンサイト (止マレ！). www.haruhi.tv. Архів оригіналу за 18 січня 2007. Процитовано 7 лютого 2024. [Архівовано 2007-01-18 у Wayback Machine.]
7. ↑  涼宮ハルヒの憂鬱　特設ファンサイト (ENOZ). www.haruhi.tv. Архів оригіналу за 18 січня 2007. Процитовано 7 лютого 2024. [Архівовано 2007-01-18 у Wayback Machine.]
8. ↑  涼宮ハルヒの憂鬱　特設ファンサイト (10y 完奏). www.haruhi.tv. Архів оригіналу за 18 січня 2007. Процитовано 7 лютого 2024. [Архівовано 2007-01-18 у Wayback Machine.]
9. ↑  涼宮ハルヒの憂鬱　特設ファンサイト (弦奏). www.haruhi.tv. Архів оригіналу за 18 січня 2007. Процитовано 1 лютого 2024. [Архівовано 2007-01-18 у Wayback Machine.]
10. ↑  涼宮ハルヒの憂鬱　特設ファンサイト：2024年1月20日(土)川口リリアホールにて「涼宮ハルヒの弦奏 Revival」開催決定！. haruhi.tv. Процитовано 1 лютого 2024.
11. ↑  「涼宮ハルヒの弦奏Revival」Blu-ray. KADOKAWA公式オンラインショップ (яп.). Процитовано 24 серпня 2024.
12. ↑  涼宮ハルヒの憂鬱　特設ファンサイト (激奏). www.haruhi.tv. Процитовано 31 січня 2024.
13. 1 2  Suzumiya Haruhi no Gekisou. www.sos-dan.ru. SOS-dan.ru - Меланхолия Харухи Судзумии. Архів оригіналу за 28 травня 2008. Процитовано 31 травня 2008. [Архівовано 2008-05-28 у Wayback Machine.] (рос.)
14. ↑  cdjapan.co.jp for Kyon's Sister's CD
15. ↑  cdjapan.co.cp for Emiri Kimidori's CD